# Печанац, Коста
Коста Печанац (сербск. Коста Пећанац, 1879, Дечани — 25 мая или 6 июня 1944 года, Сокобаня) — воевода четников во время Второй Мировой войны.

## Биография
Участвовал в Балканских войнах в 1912-1913 гг. в качестве рядового четника. Во время Первой Мировой войны он бежал в Корфу вместе с остатками разгромленной сербской армии. Был послан в оккупированную Сербию для организации партизанской войны и возглавил Топлицкое восстание в 1917 году.
В период между двумя мировыми войнами он был самым видным деятелем движения четников. Руководил Объединением против болгарских бандитов, воевавшим против боевиков ВМРО.
С началом Второй мировой войны в Королевстве Югославия, силы Печанаца воевали против партизан до 1943 года, когда обе стороны боролись за Югославию. Он с отрядом численностью 8000 четников воевал в Македонии. Во время войны его движение боролось против Драголюба Михайловича. Предположительно был убит 25 мая или 6 июня 1944 года четниками-сторонниками Михайловича.